# Wolfram Langer
Wolfram Maria Aloysius Langer (* 16. September 1916 in Berlin-Charlottenburg; † 16. April 2002 in Pullach im Isartal) war ein deutscher Ökonom und Staatssekretär.

## Werdegang
Langer kam 1916 als Sohn des Leiters der katholischen Lehrerbildungsanstalt in Berlin zur Welt. Nach dem Abitur 1936 in Waldenburg und dem verpflichtenden Reichsarbeitsdienst studierte er in Breslau und Genf Rechtswissenschaften und Volkswirtschaft. Nach dem ersten juristischen Staatsexamen 1939 folgte die Einberufung zum Wehrdienst. Während seiner Dienstzeit promovierte er 1941 an der Rechts- und wirtschaftswissenschaftlichen Fakultät der Universität Breslau. Gegen Kriegsende geriet er in britische Kriegsgefangenschaft.
Von 1947 bis 1958 war er als Wirtschaftsjournalist tätig. Dann kam er auf Vorschlag von Ludwig Erhard als Leiter der Abteilung I (Wirtschaftspolitik) in das Bundeswirtschaftsministerium und war dort von Oktober 1963 bis 1966 Staatssekretär, von 1966 bis 1968 im Bundesschatzministerium. Im Auftrag von Ludwig Erhard bearbeitete er als Ghostwriter das 1957 erschienene Buch Wohlstand für Alle. Von 1968 bis 1978 war er Präsident der Pfandbriefanstalt in Wiesbaden.

## Ehrungen
- 1969: Großes Verdienstkreuz der Bundesrepublik Deutschland